# 1947年ウィンブルドン選手権
1947年 ウィンブルドン選手権（1947ねんウィンブルドンせんしゅけん、The Championships, Wimbledon 1947）は、イギリス・ロンドン郊外にある「オールイングランド・ローンテニス・アンド・クローケー・クラブ」にて、1947年6月23日から7月5日にかけて開催された。

## シード選手

### 男子シングルス
1. ジャック・クレーマー　（初優勝）
2. ジョン・ブロムウィッチ　（4回戦）
3. トム・ブラウン　（準優勝）
4. ディニー・ペイルズ　（ベスト4）
5. ジェフ・ブラウン　（ベスト8）
6. ヤロスラフ・ドロブニー　（ベスト8）
7. イボン・ペトラ　（ベスト8）
8. ボブ・ファルケンバーグ　（ベスト8）

### 女子シングルス
1. マーガレット・オズボーン　（初優勝）
2. ルイーズ・ブラフ　（ベスト4）
3. ドリス・ハート　（準優勝）
4. パトリシア・トッド　（ベスト8）
5. ナンシー・ウィン・ボルトン　（ベスト8）
6. ケイ・スタマーズ　（ベスト8）
7. シーラ・サマーズ　（ベスト4）
8. ジーン・ボストック　（ベスト8）

### 男子ダブルス
1. ジャック・クレーマー＆ ボブ・ファルケンバーグ
2. ディニー・ペイルズ＆ ジョン・ブロムウィッチ
3. ジェフ・ブラウン＆ コリン・ロング
4. トム・ブラウン＆ バッジ・パティー

### 女子ダブルス
1. ルイーズ・ブラフ＆ マーガレット・オズボーン
2. ドリス・ハート＆ パトリシア・トッド
3. ジーン・ボストック＆ ベティ・ヒルトン
4. ナンシー・ウィン・ボルトン＆ ネル・ホール・ホップマン

### 混合ダブルス
1. ジョン・ブロムウィッチ＆ ルイーズ・ブラフ
2. トム・ブラウン＆ マーガレット・オズボーン
3. コリン・ロング＆ ナンシー・ウィン・ボルトン
4. バッジ・パティー＆ ドリス・ハート

## 大会経過

### 男子シングルス
準々決勝
- ジャック・クレーマー vs.  ジェフ・ブラウン　6-0, 6-1, 6-3
- ディニー・ペイルズ vs.  ボブ・ファルケンバーグ　4-6, 4-6, 6-3, 6-0, 6-2
- トム・ブラウン vs.  イボン・ペトラ　7-5, 6-2, 6-4
- バッジ・パティー vs.  ヤロスラフ・ドロブニー　3-6, 6-4, 7-9, 6-2, 6-3

準決勝
- ジャック・クレーマー vs.  ディニー・ペイルズ　6-1, 3-6, 6-1, 6-0
- トム・ブラウン vs.  バッジ・パティー　6-3, 6-3, 6-3

### 女子シングルス
準々決勝
- マーガレット・オズボーン vs.  ケイ・スタマーズ　6-2, 6-4
- シーラ・サマーズ vs.  パトリシア・トッド　7-5, 6-4
- ドリス・ハート vs.  ジーン・ボストック　4-6, 6-1, 6-2
- ルイーズ・ブラフ vs.  ナンシー・ウィン・ボルトン　6-2, 6-3

準決勝
- マーガレット・オズボーン vs.  シーラ・サマーズ　6-1, 6-2
- ドリス・ハート vs.  ルイーズ・ブラフ　2-6, 8-6, 6-4

## 決勝戦の結果
男子シングルス
- ジャック・クレーマー vs.  トム・ブラウン　6-1, 6-3, 6-2

女子シングルス
- マーガレット・オズボーン vs.  ドリス・ハート　6-2, 6-4

男子ダブルス
- ジャック・クレーマー＆ ボブ・ファルケンバーグ vs.  トニー・モットラム＆ ウィリアム・シッドウェル　8-6, 6-3, 6-3

女子ダブルス
- ドリス・ハート＆ パトリシア・トッド vs.  ルイーズ・ブラフ＆ マーガレット・オズボーン　3-6, 6-4, 7-5

混合ダブルス
- ジョン・ブロムウィッチ＆ ルイーズ・ブラフ vs.  コリン・ロング＆ ナンシー・ウィン・ボルトン　1-6, 6-4, 6-2